# Hypotacha brandbergensis
Hypotacha brandbergensis is een vlinder uit de familie spinneruilen (Erebidae). De wetenschappelijke naam is voor het eerst geldig gepubliceerd in 2004 door Kühne.
De soort komt voor in tropisch Afrika.